# インドネシア鉄道CC200形ディーゼル機関車
CC200形ディーゼル機関車（シーシー200がたディーゼルきかんしゃ、インドネシア語：Lokomotif CC200）は、アメリカン・ロコモティブ社（Alco-GE）によって設計されゼネラル・エレクトリック社で製造された電気式ディーゼル機関車であるUM 106Tのクレタ・アピ・インドネシア（インドネシア鉄道会社、PT.KAI）における形式呼称である。

## 概要
インドネシアはこの96トン（94ロングトン、106ショートトン）のディーゼル電気機関車を27両発注した。今現在唯一残存する「CC 200 15号機」にてアンバラワ鉄道博物館で展示されており、状態は良好である。同じく最後まで利用されていた「CC200 08号機、CC200 09号機」は、引退後、ジョグジャカルタ車両工場まで回送された。
当形式のエンジン出力は 1,305 kW (1,750 hp) で、車軸配置は Co'2'Co' である。2つの駆動装置があり、それぞれに6つのトラクションモーターを備えた3つの駆動車軸と、2組の車輪で構成されるボギー台車で構成される。
インドネシア初のディーゼル電気式機関車であるが、他にゴンダン・ウィナンゴエン製糖工場で使われているディーゼル機関車が最古であると判明した。「Ajax」と名付けられ、1927年にドイツで製造され1929年から使われた。CC200形はインドネシアの鉄道幹線用としては初のディーゼル電気機関車であるが、同国初のディーゼル型機関車ではない。

## 歴史[4]

### 導入初期（1954-1985）
1950年初頭では、政府はさまざまな理由から徐々に蒸気機関車の増備を停止した。より環境に優しく、経済的で近代的なディーゼル機関車の存在が台頭し始めたのが一因である。その後、DKA(後のインドネシア鉄道会社)はディーゼル機関車の調達要請を提出し、後にスカルノ大統領により承認された。機関車近代化の初期段階で、政府はアメリカの機関車メーカーであるゼネラル・エレクトリック(GE)社に、CC200という形式名が付けられた27両のディーゼル電気機関車を発注した。
CC200形の導入により設備の近代化が成功した例の一つとなった。これに続き、政府はGEと協力し、若い卒業生を対象にGEの技術者の指導の下6か月間の技術研修を実施した。この研修は、ディーゼル機関車の保守経験を持つ従業員の不足を補うことを目的とする。
CC200形は、1953 年9月に 16両がジャカルタのタンジュンプリオク港に無事到着し、インドネシアに到着した。当時の一般的な車軸は12トン (12 長トン、13 短トン) であったため、重量 96トン (94 長トン、106 短トン) の当形式は、Co'Co' 配置であり、2つの台車の軸重で3つの車輪を駆動するのには重すぎたのであえる。その後、車軸が追加され、配置は Co'2'Co'、つまり 2 つの3輪駆動車軸と2つの車輪を備えた1つの非駆動車軸の構成となった。この車軸配置は珍しく、車軸を克服するように改造されたのはインドネシアだけである。当時ダブルキャビン（両運転台）の機関車は狭く、運転席の椅子を折りたたむ必要がある。1953 年から1988年までは、DKA、PNKA、PJKAを通じて空飛ぶ車輪のロゴマークが付いた黄緑色の塗装をまとった。
インドネシアの鉄道の近代化を象徴する CC200形の存在は、国内外で注目を集め、英国の鉄道雑誌「Diesel Railway Traction」や、当時オランダ語で書かれていたインドネシア技術者協会の雑誌「De Ingenieurs in Indonesie」などの専門誌で詳しく取り上げられた。
CC200形はアジア・アフリカ会議 (AAC)において重要な役割を果たした。1955年4月にCC200形はジャカルタからバンドンまで第1回の参加者グループを運んだ牽引機関車であったからである。
1950 年代から 1980 年代にかけて、旅客列車と貨物列車の両方を牽引した。活躍の場は、より軽量でより強力なCC201形など新形式に置き換えていった。CC200形はチルボン機関区に配属されるようになったが、車両の状態は悪化し始めたのである。

### 運用終了（1986年～2000年）
時間が経つごとに保守部品が不足した。当時のPJKAの方針により新形式を導入する方針になったため、一部で廃車が進行した。 1986年には17両が廃車となった。 1986年に大量引退した後は、CC200 02、04、08、09、11、12、15、21、24、26のみが残存した。1990 年代に再び廃車が進行し、運用されていたのは CC200 08、09、15、および 26 のみとなった。引退したCC200形は、鉄が頑丈で再販価値が高いためすぐに解体された。
1990年代から、会社名と形態がPJKAからPerumkaに変更されたため、CC200形は赤と青に白のストライプが入った塗装へ変更された。 CC200形も老朽化が進み、数両しか残っていないことから、通常はチカンペック - チレボン線の短距離/ローカル列車の牽引機関車へ格下げされた。残存していたのはチレボン機関区が所有するCC 200 08、09、15、および26のみであった。
CC200 26 は同じ残存する3両よりも状態が良好であった。しかし、チルボン機関区とジョグジャカルタ車両工場の間で意思疎通が不十分だったため、修理のみの予定だった機関車は、最終的に1999年11月にジョグジャカルタ車両工場で廃車となった。2000年代初頭に運行を終了し、残りの3両（CC 200 08、CC 200 09、CC 200 15）はチルボン機関区にて留置された。

### 保存（2000年 -）
2000年代には3両しか残存せず状態も悪かった。 3両はチルボン機関区に属していた「CC 200 08、CC 200 09、CC 200 15」であった。動態保存が可能であるのはCC 200 08とCC 200 15のみであった。最終的に、鉄道ファングループの1つであるインドネシア鉄道模型クラブ傘下の「CC200形友の会」がインドネシア鉄道（PT.KA）と協力し、他の2両よりも状態が良好であったCC200 15号機を保存することを決定した。CC200 15号機は他の残存機から部品を流用し保存された。保存作業はPT.KAの支援を受けてCC200形友の会によって実行された。
2003年には、インドネシア鉄道保存協会 (IRPS) と PT.KAが主催する「Friends of CC200」がオープンハウスで開催され、残存機3両が展示された。当時、黄緑色に塗装されていた（初期塗装）CC 200 15号機は良好な状態であったが、赤青色に塗装されていたCC 200 08と09は、CC 200 15号機に部品が流用されていたため、走行は不可であった。その後CC 200 08号機と09号機はチルボン車両基地に留置された。 2007年には、ジョグジャカルタ車両工場に送られ、文化遺産として保管または放置されましたが、最終的には廃棄する必要があった。
一方、CC 200 15号機はチルボン機関区に留まり、動態保存機として運用された。 2015年までチルボン機関区に配置され、CC 200 08 と 09 は残念ながらジョグジャカルタ車両工場で廃車となっていた。 CC200 09号機は2023年6月6日に、CC200 08号機は1か月後の2023年7月12日に復元工事が行われた。現在残っているCC200形は CC200 15 の1両である。 
CC 200 15号機は保守部品が入手できなくなったため運行できずにチルボン機関区に保管され、イベントなどで展示する際には別の機関車で牽引する必要であったが状態の悪化により走行ができず、最終的にアンバラワ鉄道博物館に移送され同館で静態展示されることとなった。

## ギャラリー

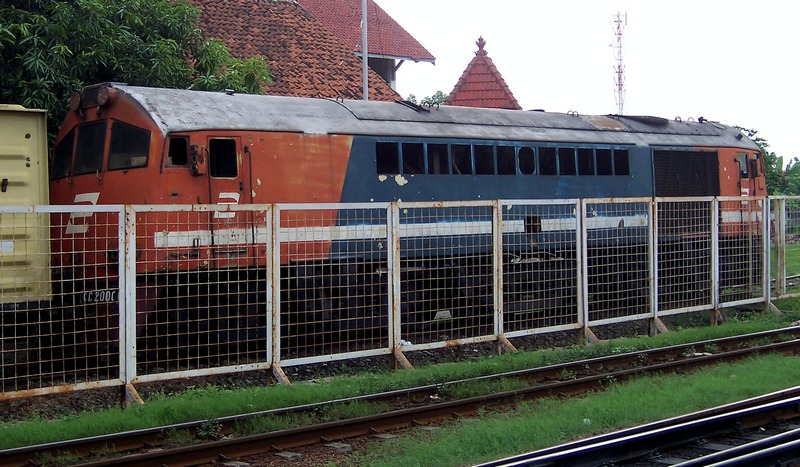
チルボン機関区に保管されているCC200 08号機（2005年2月）
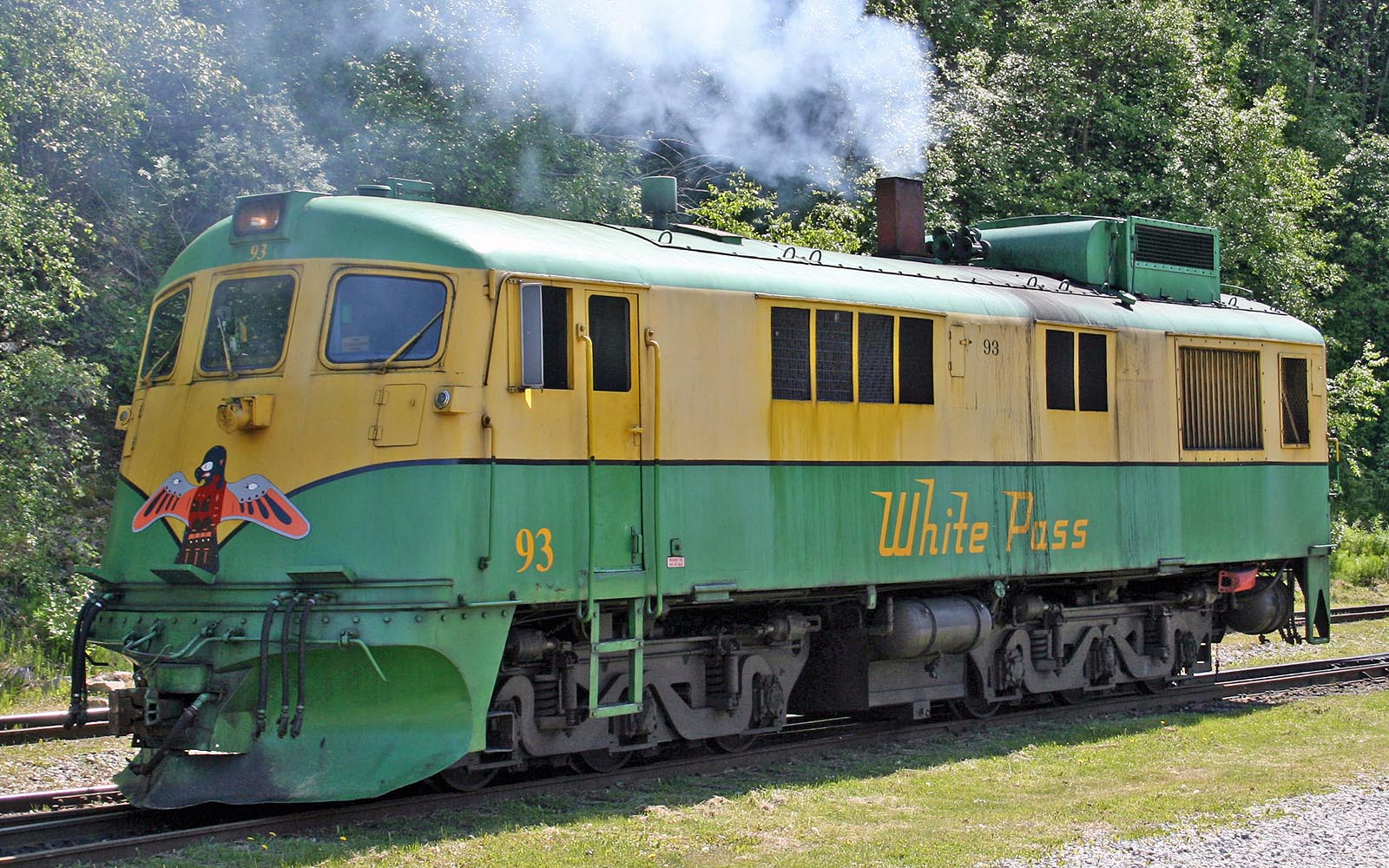
Alco-GE 6-251、CC200（Alco-GE UM 106T）と形状が類似している。
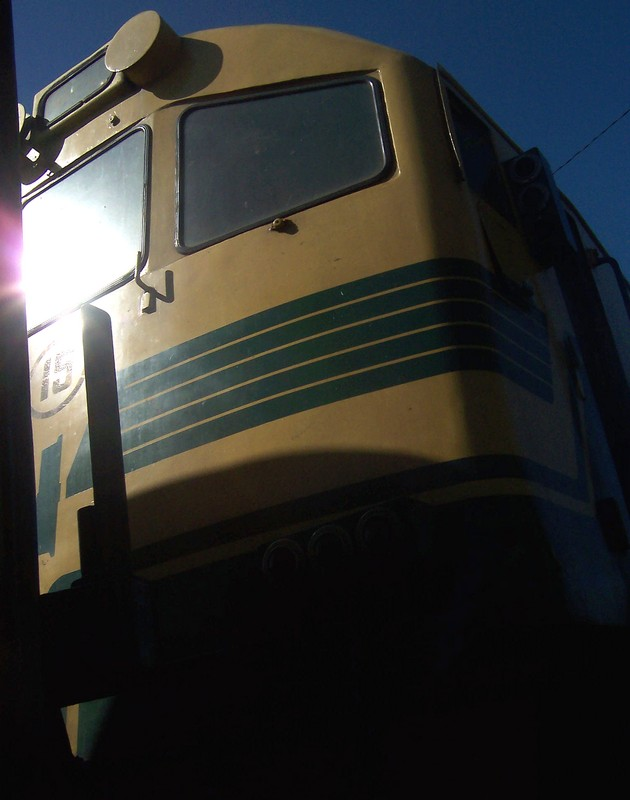
チルボン機関区のCC200 15号機（2006年）
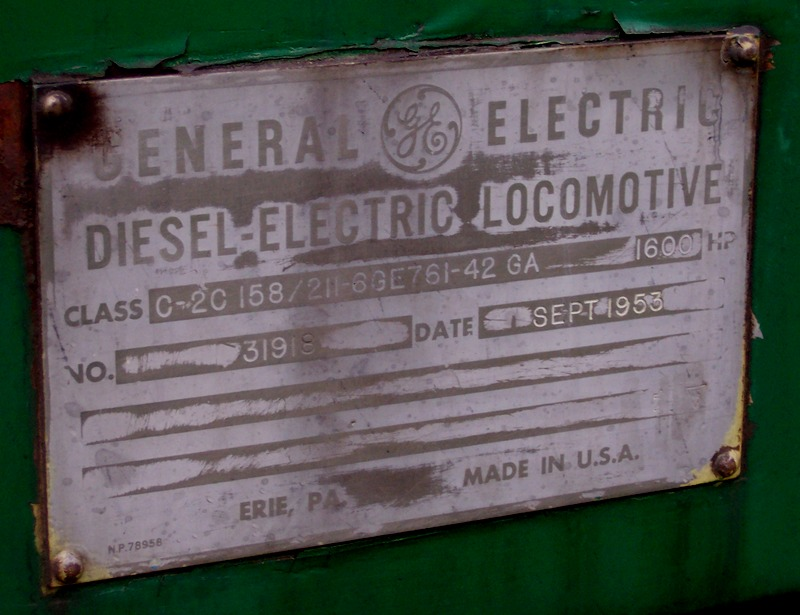
CC200 15号機の製造会社のプレート。技術情報が記載されている。